# 기능사보

대한민국의 국가기술자격 트리.

기능사보(技能士補, Assistant Craftsman)는 1999년 3월 27일까지 존속하였던 대한민국의 국가기술자격으로, 기능계 자격 중 가장 등급이 낮은 자격이었다. 기능사보 자격을 취득한 사람은 기초적인 기술을 가지고 주로 기능사의 업무를 보조하는 역할을 하였다. 국가기술자격법 개정으로 1999년 3월 28일 폐지되었다. 그러나 폐지되기 전까지 있던 204개 종목의 기능사보 자격은 계속 유효하며, 이 가운데 162개 종목에 대해서는 관련 경력이 있을 경우 관련된 종목의 기능사로 승격될 수 있다.